# Lijst van microprocessoren
Hieronder een lijst van microprocessoren die veel gebruikt worden of werden, gegroepeerd op de instructieset die zij uitvoeren.
- Intel 4004-processor/instructieset
- 8080/Z80-instructieset
  - Intel 8008
  - Intel 8080
  - Intel 8085
  - Zilog Z80
- M6800-instructieset
  - Motorola 6800
  - Motorola 6802
  - Motorola 6805
  - Motorola 6809
- Motorola 68000-instructieset/processor
  - Motorola 68010
  - Motorola 68020
  - Motorola 68030
  - Motorola 68040
  - Motorola 68060
  - Motorola Coldfire
  - Motorola Dragonball
- MOS 65xx-instructieset
  - MOS 6502
  - WDC 65816

- x86-instructieset
  - Intel 8086
  - Intel 8088
  - Intel 80186
  - Intel 80286
  - Intel 80386SX
  - Intel 80386DX
  - Intel 80486DX
  - Intel 80486SX
  - Intel Pentium
  - Intel Celeron
  - Intel Pentium MMX
  - Intel Pentium II
  - Intel Pentium III
  - Intel Pentium 4
  - Intel Pentium D
  - Intel Core 2
  - Intel Core i3
  - Intel Core i5
  - Intel Core i7
  - Intel Core i9
  - Intel Pentium Xeon
  - AMD K5
  - AMD K6
  - AMD K6-II
  - AMD Athlon
  - AMD Duron
  - AMD Sempron
  - AMD Athlon 64
  - AMD Athlon 64 X2
  - AMD Opteron
  - AMD Phenom
  - AMD Phenom II
  - Cyrix 5x86
  - Cyrix 6x86
  - Transmeta Crusoe
  - IDT WinChip C6
  - IDT WinChip 2
  - VIA C3

- PowerPC-instructieset
  - IBM/Motorola PowerPC 604
  - IBM/Motorola PowerPC G3
  - IBM/Motorola PowerPC G4
  - IBM/Motorola PowerPC G5
- ARM-instructieset
- SPARC-instructieset
  - Sun SPARC
  - TI microSPARC I
  - TI SuperSPARC I
  - Fujitsu SPARCLite
  - Ross hyperSPARC
  - Fujitsu microSPARC II
  - Sun SuperSPARC II
  - Fujitsu turboSPARC
  - Sun UltraSPARC I
  - Fujitsu SPARC64
  - Fujitsu SPARC64 II
  - Fujitsu SPARC64 III
  - Sun UltraSPARC IIs
  - Sun UltraSPARC IIi
  - Sun UltraSPARC IIe
  - Sun UltraSPARC III
  - Sun UltraSPARC III Cu
  - Sun UltraSPARC IIIi
  - Fujitsu SPARC64 V
  - Fujitsu SPARC64 V+
  - Sun UltraSPARC IV
  - Sun UltraSPARC IV+
  - Sun UltraSPARC T1
  - Fujitsu SPARC64 VI
  - Sun UltraSPARC T2
  - Sun UltraSPARC RK
- IA-64-instructieset
  - Intel Itanium
- MIPS-instructieset